# جون أونيل (عسكري)
جون أونيل (بالإنجليزية: John O'Neill)‏ هو عسكري أمريكي، ولد في 8 مارس 1834 في مقاطعة موناغان في جمهورية أيرلندا، وتوفي في 7 يناير 1878 في أوماها في الولايات المتحدة.

## وصلات خارجية
- جون أونيل على موقع الموسوعة البريطانية (الإنجليزية)